# Veresmarti erődtemplom
A veresmarti erődtemplom műemlékké nyilvánított épület Romániában, Szeben megyében. A romániai műemlékek jegyzékében az SB-II-a-A-12526 sorszámon szerepel.